# ヴァンデグラフ起電機
ヴァンデグラフ起電機（英: Van de Graaff generator）は静電発電機の一種。アメリカ人物理学者、R・J・ヴァン・デ・グラフによって1929年に発明された。バンデグラフ、ヴァンデグラーフ、ヴァン・デ・グラフなどとも表記する。ローラーによってゴムベルトを回転させて電荷を運び、絶縁性の柱の上に置かれた中空の金属球に溜めていくことで非常に高い電位差を作り出す。高圧の直流電圧を発生させることができる一方、電流は低く抑えられる。高電位部を空気で絶縁するタイプの装置では、近年5 MVの電位差が得られる。卓上用の簡便な機種でも電位差は数100 kVに達し、目に見える大きさのスパークを発生させるのに十分なエネルギーを蓄えることができる。簡便なヴァンデグラフ起電機は静電気学の教材として、またはサイエンスショーや科学館での展示に用いられる。
ヴァンデグラフ起電機は物理研究用の粒子加速器として発展してきた。この種の起電機で得られる高電圧は、真空中で亜原子粒子を高速にまで加速させるために有用であった。加速エネルギーの大きさでは1930年代に考案されたサイクロトロン加速器に及ばないものの、エネルギーの安定性および制御性に優れ、粒子ビームの拡がりが小さいなどの利点があり、改良を重ねながら今日まで用いられ続けている。核物理学研究以外にも、核医学分野で高エネルギー粒子の発生やX線ラジオグラフィに用いられたり、加速器質量分析をはじめとする微量元素分析や、材料分野でのイオン注入へ応用されることも一般的である。
ヴァンデグラフ装置のターミナル電位はアーク放電やコロナ放電の発生により制限されるが、現代の実用ヴァンデグラフ装置は絶縁ガスを満たした加圧タンクに収められているのが一般的であり、これにより電位差は最大で約25 MVに達する。実質的な電位差を増大させるため、グラウンドから高電位ターミナルまでを往還させながら多段階の加速を行う方式はタンデム型ヴァンデグラフ加速器（Tandem Van de Graaff）と呼ばれる。例として、25 MVのターミナル電位を持つタンデム加速器で多価の重イオンを加速させると、400 MeV以上のエネルギーを持つイオンビームを作り出すことができる。

## 解説

ヴァンデグラフ起電機の模式図。

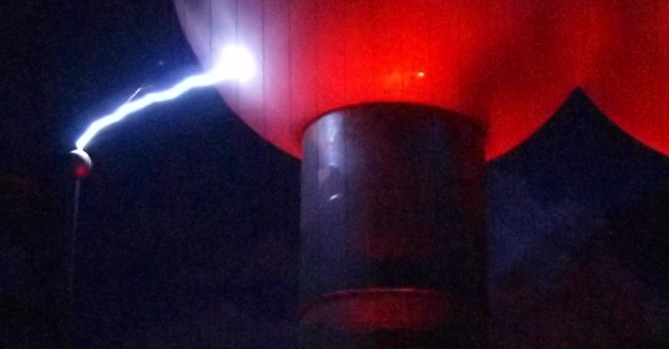
空気絶縁式としては世界最大のヴァンデグラフ起電機が起こした火花。ボストン科学博物館に展示されている。

左の模式図に示すのはごくシンプルな空気絶縁式のヴァンデグラフ起電機である。異なる材質で作られた2本のローラー（図の (3)、(6)）に輪になったベルトをかけ、モーターで回転させる。ベルトの材質にはゴムや絹など絶縁性で柔軟な物質を用いる。ローラーの1つ (3) は中空の金属球 (1) の中に設置され、もう一方 (6) は柱の下部に置かれる。それぞれのローラーの近くには尖った歯を持つくし形電極（図の (2)、(7)）が備えられており、ベルトと触れない程度の距離が保たれている。金属球の中にあるくし形電極 (2) は球と電気的に接続されており、下部の電極 (7) は接地されている。電荷の発生には摩擦帯電（異種物質を互いに接触させると電荷の移動が起きる現象）を利用する。図の例では、ゴムベルトの裏面が上方のアクリル製ローラー (3) と擦り合わされて負に帯電し、ローラーは逆に正に帯電する。負電荷はベルトの回転につれて下方に送られ、一方で正電荷はローラーに蓄積し続ける。正に帯電したローラー (3) は近接するくし形電極 (2) に対して電場を及ぼす。くしの歯が鋭利であればその先端位置での電場は非常に強くなり、空気の分子をイオン化するほどになる。イオン化によって生じた電子はゴムベルトの表面へ、陽イオンはくし形電極へと引き付けられる。電極 (2) に触れた陽イオンは電極から電子を受け取って中和され、結果として電極および金属球 (1) の電子数は減少する。金属球が得た正味の正電荷は球殻の外面に蓄積するため、球殻内部には電場は作られない。その理由はファラデーのアイスペール実験と同様にガウスの法則で理解することができる。蓄積した電荷が球内に影響することがないので、くし型電極 (2) での静電誘導過程は継続的に行われ、球殻には電荷が蓄積され続ける。
この例では下側のローラー (6) は金属でできており、下降してきたベルトの裏面と触れて負電荷を奪い取る。それによって下側のくし型電極 (7) でも歯の先端に強い電場が生じ、空気の分子をイオン化する。ここで生じた電子は電極を経てグラウンドに送られるが、陽イオンはベルト表面に引き付けられていき、負電荷を奪い去るか表面に吸着することで正味の正電荷を与える。上昇側・下降側のベルトがそれぞれ輸送する電荷の収支は球に対して正となる。つまり、ベルトの回転とともに定常的な「充電電流」が流れ、球に正電荷を蓄積し続ける。帯電量の増加が止まるのは、コロナ放電やリーク電流によって電荷が失われる速度と充電電流が釣り合ったときである。これらの効果を緩和するため、金属球のサイズを大きくしてグラウンドから遠くに置くほど最高到達電位は大きくなる。なお、ここでは上昇側のベルトが下降側に比べて相対的に正に帯電していると考えたが、各部の材質の選択次第で符号を逆にすることもできる。
図に描かれた金属の小球 (8) は下側くし型電極 (7) と同じく接地され、棒の先に付けて動かせるようになっている。小球を帯電球に近づけるとグラウンドから小球まで電子が昇ってくる。電場が十分大きければ（後の節を参照）、空気が絶縁破壊を起こして火花放電 (9) が見られる。
上記のような摩擦帯電式の起電機は高圧電源を必要としないため、容易に自作することができ、サイエンスフェアで展示するのにも向いている。高圧電源をベルトの上部や下部に設置することで効率的にベルトに電荷を与えれば、より高い電位を実現することができるが、ここでは詳細は省く。
帯電電極は必ずしも球形でなくても構わないが、実際には図のように球の凹面にベルトを迎え入れる形状が最適である。帯電電極が完全に球形であれば、その表面の電場は均一になり、電場が局所的に強くなる箇所がなくなるため、周りの気体誘電体をイオン化させずに電位を上げることができる。また、帯電電極に対して外側から電荷を近づける方式だったとすれば、電位がある程度高くなったところで電場によって輸送が妨げられてしまう。しかし、帯電導体はその内部に電場を作らないので、内側から電荷を近づける方式なら連続して電荷を送り込み続けることができる。このように、ヴァンデグラフ起電機は広い範囲の電位差に対して一定の電流を供給することができるので、ほぼ理想的な電流源とみなせる。
ヴァンデグラフ起電機で作ることができる最大の電位は、周囲の気体にコロナ放電が発生しはじめる電場 Emax （絶縁耐力）に球電極の半径 R をかけたものでおおよそ与えられる。標準状態の空気の絶縁耐力は約30 kV/cmである。よって例えば直径30 cmの球電極がよく磨かれていれば、最大電圧 REmax は約450 kVになると期待される。以上の理由で、ヴァンデグラフ起電機は可能な限り大きい球形電極を持つように設計されることがほとんどである。

## 歴史

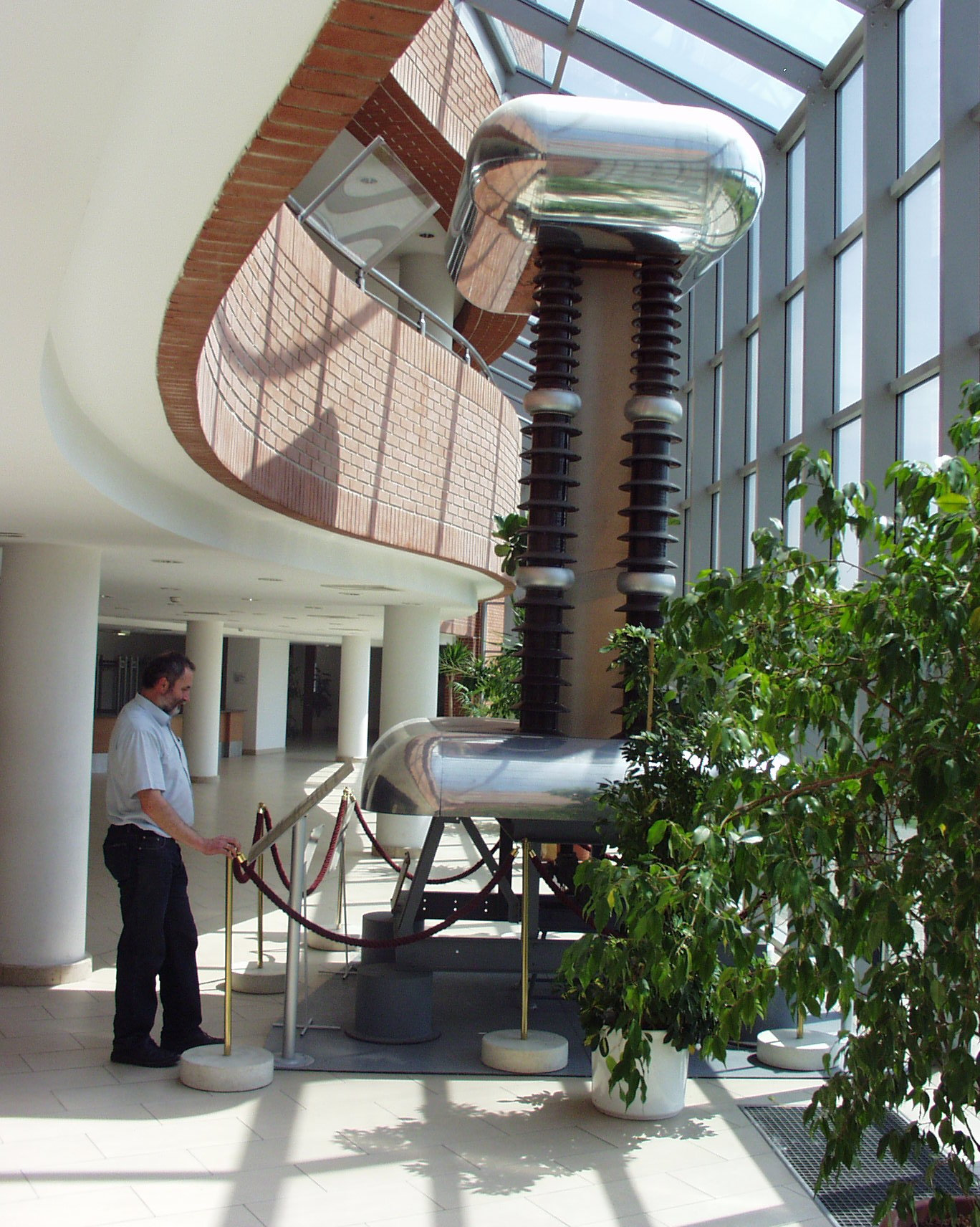
ハンガリーの線形加速器第一号に備えられていたヴァンデグラフ起電機。1951年に700 kV、1952年に1000 kVの電圧を達成した。

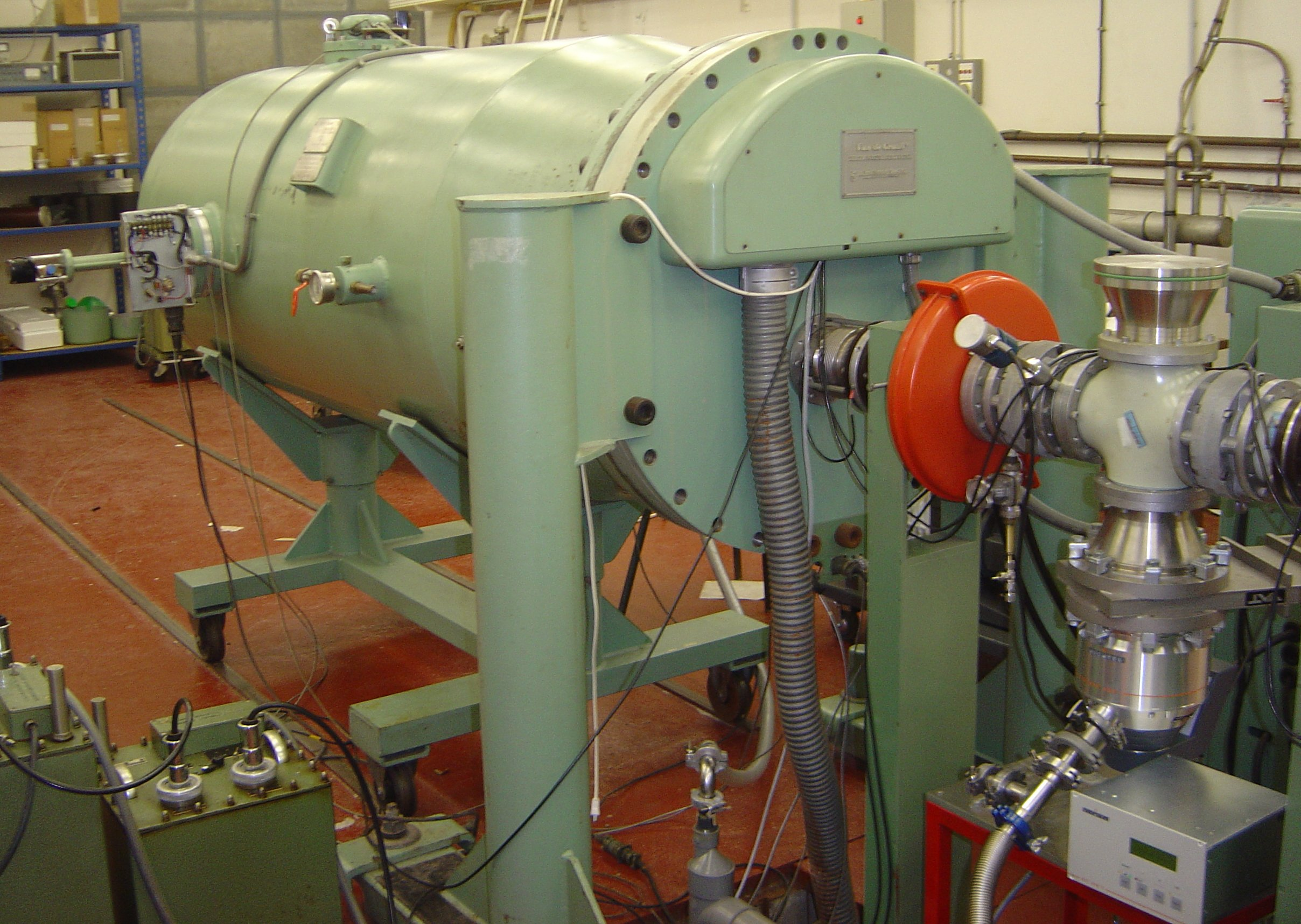
加圧タンクの中に収められたヴァンデグラフ型加速器。パリにあるピエール・マリー・キュリー大学に設置されている。

高電位電極の内部に力学的な手段で電荷を少量ずつ送り込むという発電方式は、トムソン（ケルヴィン卿）が1867年に発明したケルヴィン水滴誘導起電機にまで遡る。これは帯電した水滴が同符号の電荷を帯びた受け皿へと連続して滴り落ち、電荷を蓄積していく仕組みだった。この方式では受け皿からの静電斥力に抗して水滴を運ぶのは重力であるが、トムソン自身ははじめ水滴ではなくベルトを用いて電荷を運ぶことを提案していた。
循環するベルトによって電荷を運ぶ方式の起電機は1872年にアウグスト・リーギによって初めて作られた:188。リーギの装置で電荷を運ぶのは、天然ゴムのチューブベルトに嵌められた多数の針金リングであった。接地されたローラーの近くに帯電板が備え付けられ、静電誘導によってリングに電荷を誘起する。チューブは循環の途中で球形の金属電極を貫通する構造になっており、球電極内部でリングから球へと電荷の受け渡しが行われる。ジョン・グレイもまたベルト式の起電機を発明した。1903年には、Juan Burboaによってさらに精巧なベルト式起電機が発明された。しかし、ヴァン・デ・グラフに直接インスピレーションを与えたのは、1920年代にW・F・G・スワンが開発していた起電機であった。落下する金属球が電荷を運ぶという、ケルヴィンの水滴誘導起電機の原理を復活させた方式だった。
プリンストン大学でフェローを務めていた物理学者R・J・ヴァン・デ・グラフは、同僚ニコラス・バークと共同で1929年から静電起電機の開発に着手した。空き缶とモーター、雑貨店で購入した安物の絹リボンを用いて製作された第1号機の運転に成功したのは1929年10月のことであった。ヴァン・デ・グラフは時をおかず物理学部の学長と交渉し、装置を改良する資金として100ドルを獲得した。1931年にはアメリカ物理学会の会合において150万Vの電圧を達成したことを報告し、「この装置は単純安価で持ち運びも可能である。必要な電源は電球ソケット1つである。」と述べた。特許出願によれば、この装置は高さ180 cmのホウケイ酸ガラス柱の上に直径60 cmの電荷蓄積用球体を2つ取り付けたもので、材料費は1931年時点でわずか90ドルであった。ヴァン・デ・グラフは1931年12月に2件目の特許を出願し、後に認められた。この特許は純利益の一部と引き換えにマサチューセッツ工科大学に譲渡されていた。1933年、ヴァン・デ・グラフは12 mサイズの大型起電機をMITのラウンドヒル施設に建造し、7 MVの電圧を達成した。
現在まで続くヴァンデグラフ型加速器の基本様式を1930年代に確立したのは、ウィスコンシン大学のレイモンド・ハーブであった。ハーブは空気の代わりに高圧の絶縁ガスを用いて放電を防いだ。また、中空の絶縁柱に「等電位線」の役割を果たす金属リングを多数嵌めて内部の電位勾配を均一に保ち、その中に発電ベルトと加速管を収めた。第2次世界大戦がはじまると、ウィスコンシン大学で作製された静電加速器の一基がロスアラモス国立研究所に輸送され、マンハッタン計画に利用された。
1937年、ウェスティングハウス・エレクトリック社は5 MeVのエネルギーを生成することが可能な20 mサイズのヴァンデグラフ型加速器をペンシルバニア州フォレスト・ヒルズに建造した。この施設は「ウェスティングハウス・アトム・スマッシャー」と呼ばれ、核物理学研究の民間利用の端緒となった。この施設は1958年に閉鎖され、2015年に解体された。
第2次大戦後、大型加速器の民間需要が高まった。1947年にヴァン・デ・グラフらが設立したHVEC社は数十年にわたって大型静電加速器の開発と供給を主導した。ハーブは1965年にNEC社を設立し、HVEC社と並んで大型加速器を多数建造した:58。日本でも戦前から研究機関によるヴァンデグラフ加速器の試作が行われていたが、戦後1960年代からは東芝や三菱、日立などの民間企業が加速器開発の主体となった。
タンデム型加速器は、安定性・制御性というヴァンデグラフ型加速器の利点を保ったまま加速エネルギーを増大させようという試みの中から生まれてきた。この方式では加速エネルギーを倍増させるために2段階の加速を行う。まず、陰イオンをグラウンドから高電位ターミナルまで電位勾配に沿って加速させ、ターミナル中で物質と相互作用させて複数の電子を奪い、陽イオンへと変えてから、グラウンドまで逆の電位勾配に沿ってさらに加速させる。このようなアイディアは静電加速器の登場とともに提唱されていたが、イオン源などの周辺技術が確立していなかったため実現できなかった:56。初めて実用化されたタンデム型加速器はHVEC社の「ENタンデム」（1958年）である。1964年には、タンデム加速器に加えて前段加速用としてもう一基の静電加速器を用いる3段タンデム方式が開発された。
1970年代になると、放電を防ぐため六フッ化硫黄（SF6）ガスを満たした加圧タンクに収めることで、タンデム型加速器で14 MVまでのターミナル電圧が達成された:58。これにより、軽イオンの直接反応を研究するのに必要な数10 MeVのエネルギーを持つ重イオンビームが得られるようになった。これまでに達成された最大のターミナル電圧は、オークリッジ国立研究所ホリフィールド放射性イオンビーム施設のタンデム式加速器における25.5 MVである。その後、ターミナル電圧30 MVを達成することを目指してDaresbery社やStrasbourg社が大型起電機の開発を進めたが、いずれも試験段階で中止された。到達電圧を向上させるために起電機をスケールアップさせる試みはこれをもって途絶えた。
ペレトロン加速器はNEC社が開発したヴァンデグラフ型加速器の発展型である。それまでの加速器で電圧を制限していた主要因は真空加速管中の放電であったが、ペレトロン加速器では真空を汚染して放電の原因となる有機接着剤を用いずに加速管を製造していた。「ペレトロン」の名は絶縁ベルトの代わりに金属ペレットと絶縁継手からなるペレットチェーンを用いることからきており、これにより有機物蒸気や摩耗粉の発生を防いでいる。また、絶縁耐力が高いSF6ガスを用いるため、電荷の発生には気体のイオン化ではなく接地プーリーとインダクター電極による静電誘導を利用する。オーストラリア国立大学重イオン加速器施設に設置されている電圧15.5 MVの14UDペレトロン加速器では、チェーン長は20 m、回転速度は50 km/hである。

## ヴァンデグラフ起電機の展示

世界最大の空気絶縁式ヴァンデグラフ起電機とテスラコイルを用いたサイエンスショー。ボストン科学博物館。

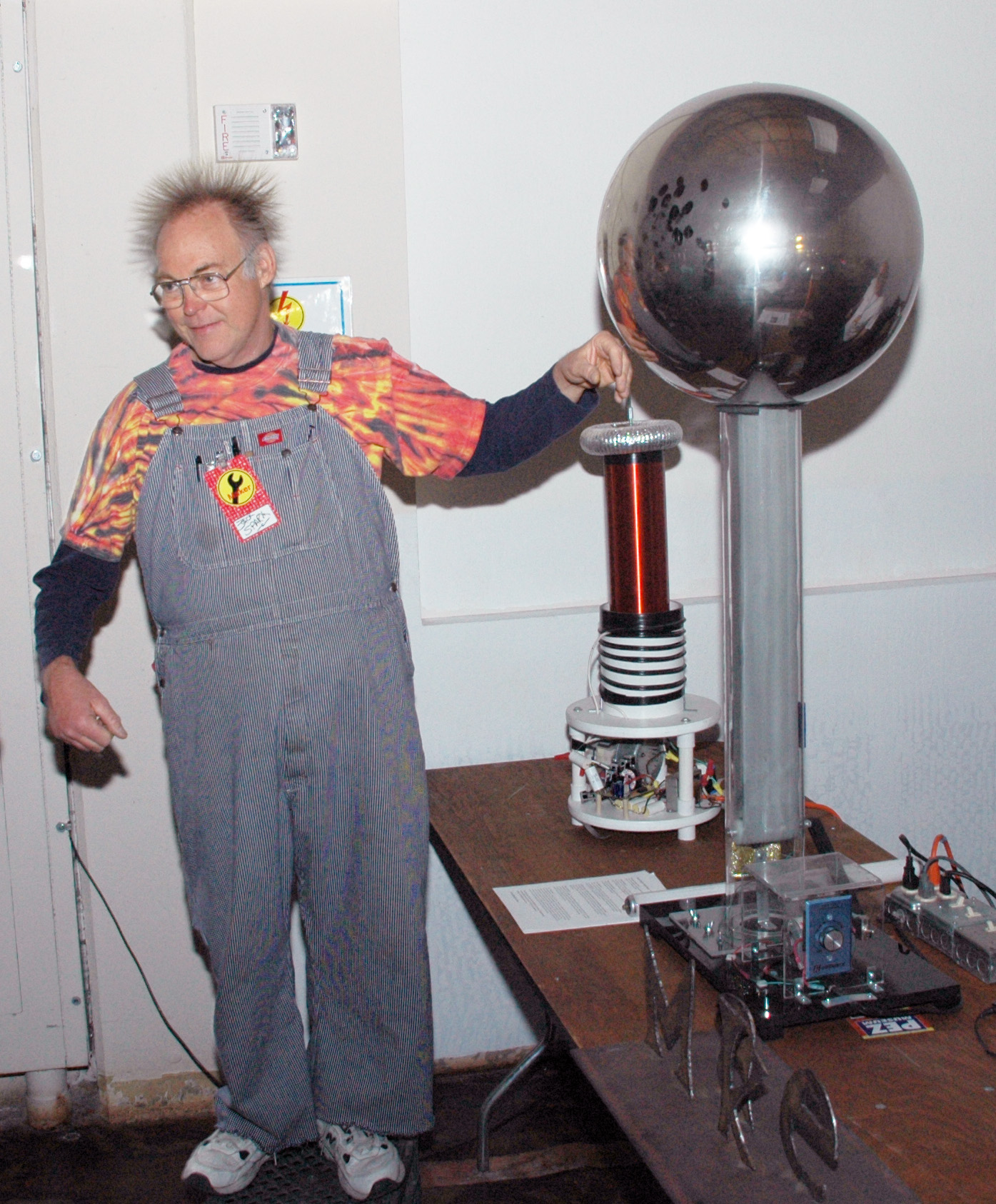
2008年、サンマテオで開催されたメイカー・フェアに展示されているヴァンデグラフ起電機。

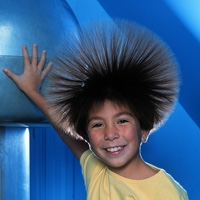
マジック・ハウス（セントルイス・チルドレンズ・ミュージアム）に展示されているヴァンデグラフ起電機。

多くの科学博物館では小型のヴァンデグラフ起電機を展示しており、放電を起こしたり、来館者の髪の毛を立たせたりといった静電気のデモンストレーションに用いている。また学校教育やサイエンスショーで用いられることもある。ヴァン・デ・グラフが1930年代に作製した、空気絶縁型としては世界最大のヴァンデグラフ起電機は現在ボストン科学博物館に常設展示されている。一部が重なり合った二つのアルミ球は直径4.5 mで、高さ6.7 mの柱に載せられており、最大到達電圧は2 MVである。同館ではこの起電機とテスラコイルを用いたサイエンスショーが日に2 – 3回実施されている。

## 他の高電圧発生装置との比較
ウィムズハースト式やボネッティ式のような古典的静電起電機では、ヴァンデグラフ起電機よりも大きい電流を容易に得られるほか、正負両方の電荷を発生させることができる。しかし、これらの起電機では、高電位電極が露出しておりコロナ放電が発生することや、絶縁性が悪く漏れ電流が流れることで電圧は制限される。一般に静電起電機では、高電位電極への電荷の蓄積速度は非常に小さいため、電極から漏れ出す電流が電荷の蓄積速度と等しくなった時点で電位は頭打ちになる。ヴァンデグラフ起電機では、ベルトが運ぶ電荷は大きい中空の球状電極へと溜められる。漏れ電流とコロナ放電を低減するには球が理想的な形状であり、このためヴァンデグラフ起電機は静電起電機の中で最大の電圧を生成できる。加速器用途にヴァンデグラフ起電機が用いられてきたのはこれが理由である。

## 特許
- アメリカ合衆国特許第 1,991,236号 — "Electrostatic Generator"
- アメリカ合衆国特許第 2,922,905号 — "Apparatus For Reducing Electron Loading In Positive-Ion Accelerators"